# Cathédrale Sainte-Croix de Cochin
Cette  cathédrale et basilique n’est pas la seule cathédrale Sainte-Croix.
La cathédrale-basilique Sainte-Croix de Cochin (nommée localement Santa Cruz) est un édifice religieux catholique sis à Cochin dans l'État du Kerala (Inde). Une église portugaise construite en 1505 devient cathédrale en 1558 lorsque Cochin est érigé en diocèse (deuxième diocèse catholique latin en Inde). Détruite en 1785, elle est reconstruite en style baroque tardif en 1887, et déclarée basilique en 1984 lors de la visite du pape Jean-Paul II au Kerala.

## Historique
L’église Sainte-Croix (Santa Cruz) originelle fut construite par les Portugais le 3 mai 1505 et élevée au rang de cathédrale le 1er février 1558 par le pape Paul IV.
Épargnée lors de l'arrivée des Hollandais elle fut toutefois détruite par les Anglais en 1785.
La cathédrale fut reconstruite dans son style baroque tardif actuel en 1887 grâce aux dons de la communauté chrétienne du Kerala.
Elle fut consacrée le 19 septembre 1902 et proclamée basilique le 23 août 1984 à l’occasion de la visite du pape Jean-Paul II.

## Architecture
L'édifice possède deux hautes flèches extérieures blanchies à la chaux. À l'intérieur, les colonnes sont décorées de fresques, au plafond sept grandes peintures représentent la passion et la mort du Christ sur la croix.
Le maître autel a été décoré par le frère jésuite Antonio Moscheni, peintre italien de renom, et son disciple De Gama de Bangalore. Au-dessus de l'autel se trouve une toile illustrant la dernière Cène du Christ, réalisée sur le modèle du célèbre tableau de Léonard de Vinci.